# Poneropsis affinis
Poneropsis affinis är en myrart som först beskrevs av Oswald Heer 1850.  Poneropsis affinis ingår i släktet Poneropsis och familjen myror. Inga underarter finns listade i Catalogue of Life.